# Gerhard von Dernath
Gerhard von Dernath, född 1668, död 1740, var tysk riksgreve, Holstein-Gottorps diplomat och militär samt svensk ämbetsman.
Dernath var född i Holstein, avancerade vid de gottorpska trupperna till generallöjtnant och blev 1710 gottorpskt geheimeråd, Han slöt sig till Georg Heinrich von Görtz parti och var senare sändebud i Sverige, varifrån han utvisades 1714 av rådet. När Görtz blev Karl XII:s främste rådgivare och i januari 1716 den snart mäktiga Upphandlingsdeputationen inrättades, insattes Dernath i denna som Görtz ställföreträdare och var under han så gott som ständiga frånvaro deputationens ledande man. Som sådan kan han tidvis betraktas som Sveriges egentlige finansminister. Han visades 1716-17 långa tider i Lund, där han föredrog ärendena direkt för kungen. Han förefaller i många fall ha varit den som försökt bromsa de nödåtgärder för att tillgripa pengar för det fortsatta kriget som nu företogs. När Dernath efter Karl XII:s död häktades och tillsammans med Görtz ställdes till ansvar för Upphandlingsdeputationens åtgärder, anfördes till hans försvar, att han försökt avstyra flera av dessa. 1720 frigavs Dernath, men han dömdes 1721 av ständernas kommission att återbetala betydande summor, som man ansåg, att han med orätt tillgodogjort sig. Han politiska bana var därmed slut. Han skall en tid ha varit i kejserlig tjänst men tillbringade sina sista år i fattigdom.